# Die kalte See
Die kalte See (isländischer Originaltitel: Hafið) ist ein isländischer Film des Regisseurs und Schauspielers Baltasar Kormákur. Vor dem Hintergrund einer Familientragödie beleuchtet die Geschichte die gesellschaftlichen und wirtschaftlichen Umbrüche im Lande und die Schwierigkeiten der jüngeren isländischen Generation, sich mit ihrer Heimat und ihren sehr eigenen Lebensverhältnissen zu identifizieren.

## Handlung
Der alte Thordur, Patriarch und Besitzer eines Fischereibetriebs, ruft seine drei Kinder zu sich, um seine Nachfolge zu klären. Der in Paris lebende Ágúst, der mit seiner schwangeren Freundin anreist, hat kein Interesse am Betrieb und beschäftigt sich eher mit seiner Musik als mit dem Wirtschaftstudium, dessentwegen er ursprünglich nach Paris ging. Der älteste Sohn Haraldur, der im Betrieb arbeitet, schaut sich nach einem potentiellen Käufer um und Tochter Ragnheidur überlegt sich bereits, was sie mit dem Verkaufserlös kaufen soll. Thordur will das Desinteresse der Kinder nicht hinnehmen und sagt ihnen den Kampf an. Dabei geht es nicht nur um die Zukunft des Betriebes, sondern auch um die Aufdeckung der in der Vergangenheit liegenden Familiengeheimnisse.

## Kritiken
- „… das Familiendrama ist so vorhersehbar aufgebaut, der Konflikt so wenig individuell aufgefasst, dass sich die Figuren Plattitüden an den Kopf werfen müssen (‚Wir waren nie gut genug für dich‘, ruft Agust seinem Vater zu, und was der Floskeln mehr sind). Allenfalls mimisch dürfen sie aus dem Konzept ausbrechen, das eher Rollen als Individuen vorzusehen scheint (und etwa das große Familiengeheimnis, das dann aufgedeckt wird, so überraschungsarm aussehen lässt wie die meisten Passagen des Films).“ (Frankfurter Allgemeine Zeitung)
- „Entfernt könnte ‚Die kalte See‘ an große Familiendramen im Stile Viscontis erinnern. Aber der Stoff und vor allem die Darstellungsweise drücken das Niveau. Die den Vorspann zerschnippelnden Schnitte verheißen Aufregung. Genauso kommt es. An Distanz ist dem Regisseur wenig gelegen. Holzschnittartige Figuren ersetzen die angekündigten ‚Charakterstudien‘.“ (Tagesspiegel)
- „Auch wenn der Regisseur diesen nordischen Ingrimm mit schwarzhumorigen Notizen aus der Provinz zu konterkarieren versucht – die ‚kalte See‘, das ist auch die Blutbahn der Protagonisten. Dass jeder zweite Isländer diesen Film gesehen hat und ‚Die kalte See‘ dort der erfolgreichste einheimische Film aller Zeiten ist – darauf möge sich jeder abschließend seinen eigenen Reim machen.“ (Die Welt)

## Auszeichnungen
Die kalte See ist der bislang erfolgreichste Film des Landes. Er gewann acht Eddas (Islands nationaler Filmpreis) und war für vier weitere Eddas nominiert. Auf dem International Istanbul Film Festival gewann der Film 2003 einen FIPRESCI-Preis für seine „genaue Beobachtung der sozialen und kulturellen Wunden einer zerbröckelnden Familie, die sich mit der Globalisierung konfrontiert sieht“; und beim norwegischen Tromsø Internasjonale Filmfestival 2003 wurde er mit dem Publikumspreis Tromsø Audience Award ausgezeichnet.

## Allgemeines
Schauplatz des Filmes ist die ostisländische Siedlung Neskaupstaður. Bei dem Filmfeuer, das die Fischfabrik zerstört, wurde unbeabsichtigterweise wirklich ein Schaden angerichtet.